# 袁應祈
袁應祈，江西丰城人，明朝政治人物。进士出身。
隆庆五年，擔任廣東廣州府永安縣知縣（現紫金縣知縣）。后由陳立中接任。